# Zatoichi (film)
Zatoichi är en japansk film från 2003 i regi av Takeshi Kitano.

## Handling
Massören och svärdsmannen Zatoichi kommer till en liten by, vars invånare trakasseras av ett gäng skurkar. Han lär känna bondkvinnan O-Ume och hjälper två geishor som vill hämnas mordet på sina föräldrar. Som motståndare möter han ronin Hattori Genosuke, som anställts som livvakt av gangsterbossen.

## Om filmen
Zatoichi är en gestalt som förekommit i en mängd japanska filmer.

## Rollista (i urval)
- Takeshi Kitano - Zatoichi
- Tadanobu Asano - Hattori Genosuke
- Michiyo Ookusu - O-Ume
- Gadarukanaru Taka - Shinkichi
- Daigorô Tachibana - Geisha O-Sei
- Yuuko Daike - Geisha O-Kinu
- Yui Natsukawa - O-Shino, Hattoris hustru
- Ittoku Kishibe - Ginzo
- Saburo Ishikura - Ogi
- Akira Emoto - Pops, krogägaren
- Ben Hiura - "Farfar" på krogen